# Gustav Renker
Gustav Renker (Viena, 12 de outubro de 1889 — Langnau im Emmental, 23 de julho de 1967) foi um escritor de Suíça, considerado uma das maiores figuras da literatura alpinista.
Fez doutorado em história da música na universidade de Viena, foi editor de periódicos e autor de obras sobre a vida local nas montanhas suíças e austríacas.